# Nugusch
Der Nugusch (russisch Нугуш; baschkirisch Нөгөш) ist ein 235 km langer rechter Nebenfluss der Belaja in der autonomen Republik Baschkortostan im europäischen Teil Russlands.
Er entspringt im Südural und fließt zuerst in südlicher Richtung, später in westsüdwestlicher Richtung nördlich dem Oberlauf der Belaja und mündet schließlich nördlich der Stadt Meleus in diese. Der Nugusch ist zwischen Anfang November und Ende April eisbedeckt. Der Nugusch entwässert ein Areal von 3820 km². Im Jahr 1967 wurde am Unterlauf der 25 km² große Nugusch-Stausee (Fassungsvermögen 400 Mio. m³) errichtet. Der Nugusch durchfließt den Nationalpark Baschkirien.